# りゅう座BY型変光星
りゅう座BY型変光星（略称: BY Dra, BY）とは、回転変光星の一種。黒点や彩層活動のため表面の光度が均一でない恒星で、地球に向いた領域が自転に伴い変化することで周期的な変光を示す。主にスペクトル分類K・Mの低温の主系列星に見られる。一部は活発なフレア活動を示し、閃光星に重複して分類されているものもある。
名称は典型例のりゅう座BY星に由来する。

## 概要
りゅう座BY型変光星の変光周期は1日から120日程度で、恒星の自転周期に一致する。光度の変化は0.5等級以下が多く、0.01等級に満たない星もある。変光のパターンは、黒点の規模と位置や、地球に対する恒星の自転軸の向きに影響される。例えば恒星を極方向から観測している場合は変光の幅は小さくなる。
黒点の位置・温度・規模などが変化すると、平均光度や変光のパターンも変化する。これを利用すれば直接その表面を観測できない太陽系外の恒星でも、黒点の振る舞いを研究することができる。